# وحدة (نظرية الحلقات)
الوحدة (بالإنجليزية: Unit)‏ أو العنصر القابل للعكس هي عنصر في حلقة يمتلك معكوسًا ضربيًّا. إذا كان {\displaystyle a} عددًا صحيحًا جبريًّا يقسم كل عدد صحيح جبري في الحقل، تُسمَّى {\displaystyle a} حينها وحدة في ذاك الحقل. يمكن لحقل ما أن يحتوي عددًا غير منتهٍ من الوحدات. وحدات {\displaystyle \mathbb {Z\!} _{n}} هي العناصر الأولية فيما بينها وبين {\displaystyle n}. وتسمى الوحدات المربعة الكاملة في {\displaystyle \mathbb {Z\!} _{n}} البواقي التربيعية.
كل الحقول التربيعية الحقيقية {\displaystyle \mathbb {Q\!} ({\sqrt {D\!}})} تمتلك الوحدتين {\displaystyle \pm 1}. أعداد الوحدات في الحقل التربيعي التخيلي {\displaystyle \mathbb {Q\!} ({\sqrt {-D\!}})} حيث {\displaystyle D\!=1,2,...} هي 4, 2, 6, 4, 2, 2, 2, 2, 4, 2, 2, 6, 2, ... (طالع هذه المتتالة من موسوعة المتتاليات الصحيحة على الإنترنت). ويوجد أربع وحدات لكل {\displaystyle D\!=1,4,9,16,...} (طالع هذه المتتالية، وهي الأعداد المربعة الكاملة)، وستٌ لكل {\displaystyle D\!=3,12,27,48,...} (طالع هذه المتتالية، وهي الأعداد المربعة الكاملة مضروبةً في ثلاثة)، واثنتان لكل الحقول التربيعية التخيلية الأخرى، أي {\displaystyle D\!=2,5,6,7,8,10,11,...} (طالع هذه المتتالية). الجدول التالي يوضح الوحدات لقيم صغيرة لـ {\displaystyle D\!}، وتشير {\displaystyle \omega } إلى الجذر المكعب للوحدة.
| {\displaystyle D\!} | وحدات {\displaystyle \mathbb {Q\!} ({\sqrt {-D}})} |
| ------------------- | -------------------------------------------------- |
| 1                   | {\displaystyle \pm 1,\pm {i}}                      |
| 2                   | {\displaystyle \pm 1}                              |
| 3                   | {\displaystyle \pm 1,\pm \omega ,\pm \omega ^{2}}  |